# PuTTY
PuTTY (від англ. TTY — телетайп, букв. англ. putty — мастика) — вільно розповсюджуваний клієнт для протоколів SSH, Telnet, rlogin і чистого TCP. Спочатку розроблявся для Windows, проте пізніше був портований на різні операційні системи. Наявні офіційні порти для UNIX`оподібних платформ. Порти для класичної Mac OS й для Mac OS X знаходяться в стадії розробки. Існують неофіційні порти на інші платформи, зокрема для мобільних телефонів під управлінням Symbian OS та Windows Mobile. Програма випускається під ліцензією MIT License.

## Деякі можливості програми
- Збереження списку та параметрів підключень (зручно для повторного використання)
- Робота з ключами та версіями протоколу SSH
- Клієнти SCP та SFTP (відповідно програми pscp і psftp).
- Можливість port forwarding[en] через SSH, включаючи передачу X11.
- Повна емуляція терміналів xterm, Vt102 Ecma-48.
- Підтримка IPv6.
- Підтримка 3DES AES RC4 Blowfish DES.
- Підтримка аутентифікації з відкритим ключем.
- Підтримка роботи по нуль-модему

## Застосунки
- putty — сам клієнт для Telnet та SSH
- pscp — клієнт для scp (віддалене копіювання файлів по шифрованому протоколу scp з управлінням з командного рядка)
- psftp — клієнт SFTP
- puttytel — клієнт для Telnet
- plink — інтерфейс командного рядка до PUTTY
- pageant — агент SSH-аутентифікації для PUTTY, PSCP та Plink
- puttygen — утиліта для генерації RSA та DSA ключів
- myentunnel  — застосунок для підтримки SSH тунелів

## Галерея

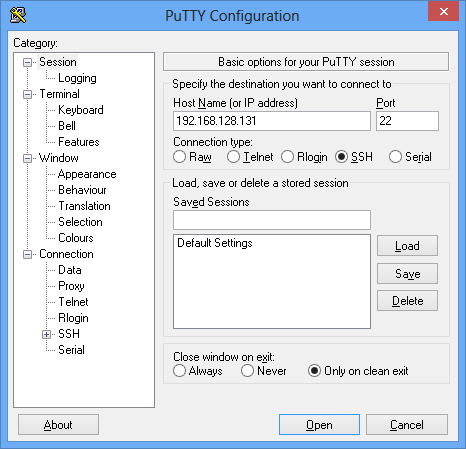
Головний діалог налаштування PuTTY у Windows
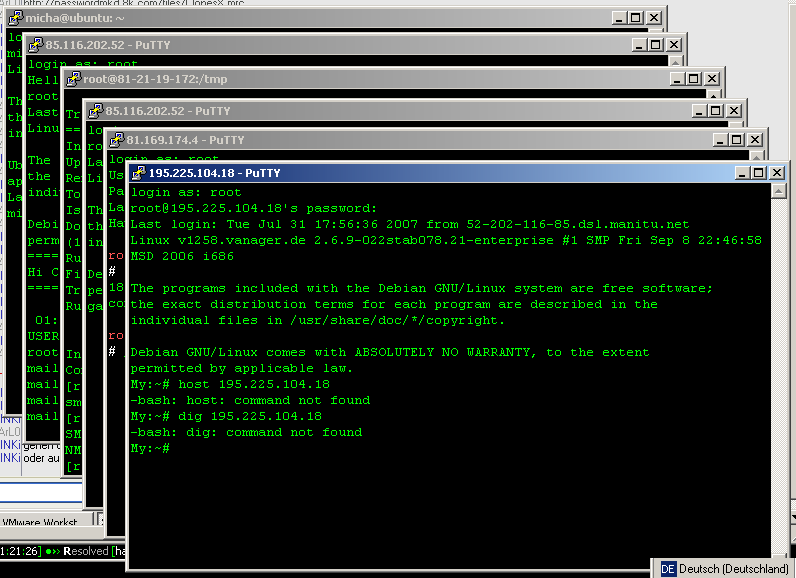
PuTTY 0.59, що виконується в Windows, увійшовши в Debian
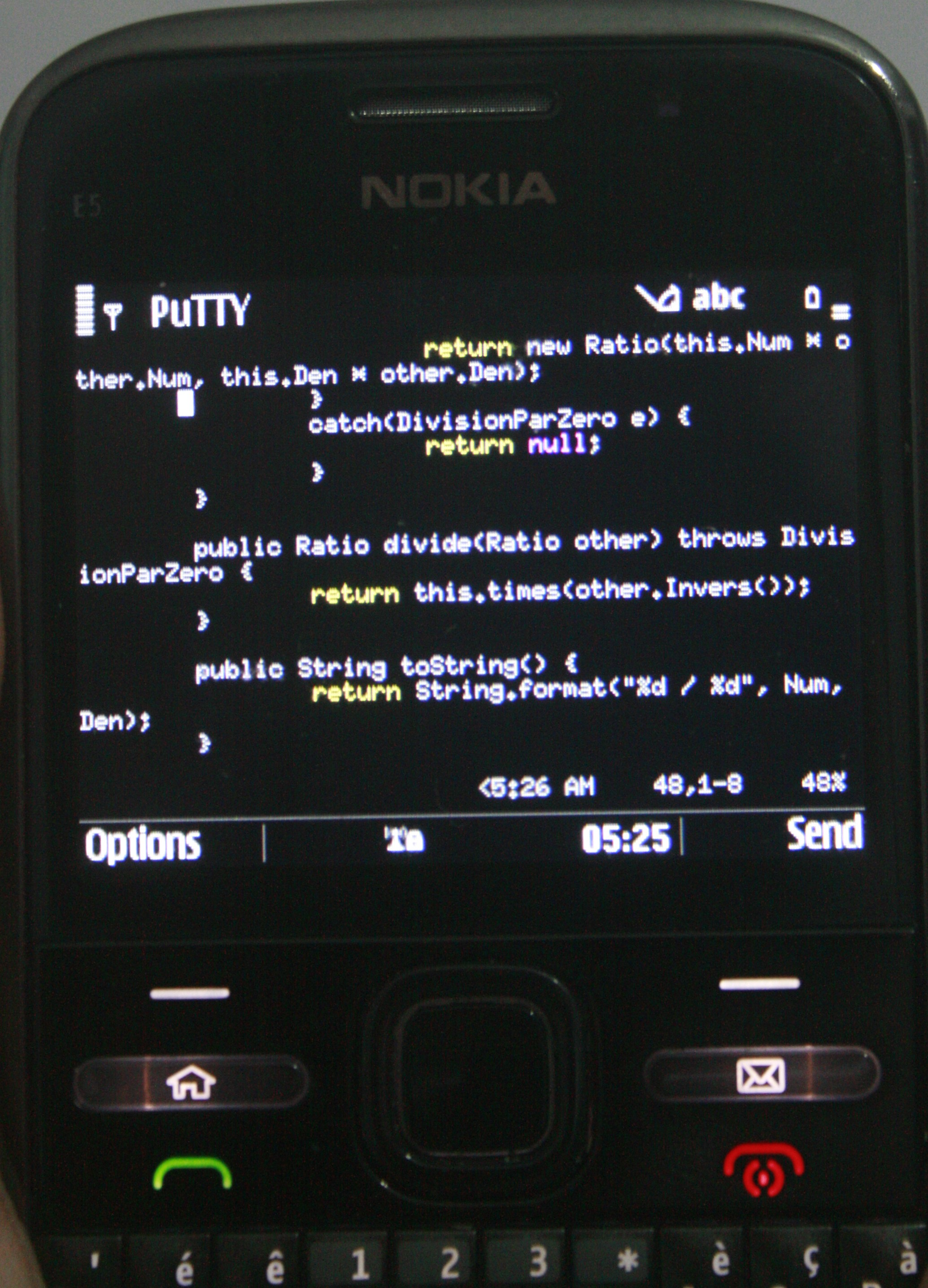
PuTTY, що виконується в Nokia E5 смартфоні.